# Allograph
Allographe sind kleinste graphische Einheiten eines Schriftsystems, in der Regel Buchstaben, die dieselbe Funktion haben und einander ersetzen können. Beispielsweise sind <a> und <ɑ> im Deutschen Allographe: In vielen Druckschriften wird die Variante <a> verwendet, während man in Schreibschriften eher <ɑ> findet. Ein weiteres Beispiel sind Groß- und Kleinbuchstaben, z. B. <U> und <u> im Deutschen.
Die Herkunft des Wortes Allograph geht zurück auf altgriechisch ἄλλος allos, deutsch ‚anders‘, ‚verschieden‘ und γραφή graphé, deutsch ‚Schrift‘. Ein Graph (auch Graf) ist in der Sprachwissenschaft die kleinste graphische Einheit eines Schriftsystems oder eines schriftähnlichen Zeichensystems, häufig ein Buchstabe. Mehrere Graphe, die innerhalb eines Schriftsystems dieselbe Funktion erfüllen und einander ersetzen können, heißen Allographe. Jede Klasse von Allographen bildet ein Graphem. In der Sprachwissenschaft sagt man deshalb auch, dass ein Allograph eine Variante eines Graphems ist.

## Bedeutung und Motivation des KonzeptsAllograph
Die Graphemik oder Graphematik ist ein Teilbereich der Sprachwissenschaft, der sich mit dem Aufbau von Schriften natürlicher und konstruierter Sprachen beschäftigt. Eine große Rolle spielt dabei, ein Inventar der kleinsten Einheiten eines Schriftsystems zu erstellen und Korrespondenzen zwischen Lauten und Schreibweisen aufzulisten. Ein bestimmter Sprachlaut in einer gesprochenen Sprache, ein Phonem, kann auf verschiedene Weise geschrieben werden. So wird der Laut am Wortanfang in den beiden Wörtern „Schrift“ und „Sprache“ identisch ausgesprochen (es handelt sich um das Phonem /ʃ/). /ʃ/ wird einmal mit dem Graph ‹sch› und einmal mit dem Graph ‹s› dargestellt. Gleiches gilt für den s-Laut, der im Deutschen durch <s, ss, ß> dargestellt werden kann. Um diese Schreibvarianten beschreiben zu können, benötigt man das Konzept des Allographs.

## Schreibweise
In der Sprachwissenschaft werden Grapheme und Allographe durch spitze Klammern eingefasst, z. B. <a>, um sie von anderen kleinsten Einheiten zu unterscheiden, wie dem Phonem (umschlossen vom Vorwärtsstrich, z. B. /a/) und dem Allophon (umschlossen von eckigen Klammern, z. B. [a]).

## Allograph-Typen
Man unterscheidet bei Allographen zwischen freien und funktionalen Varianten.

### Freie Varianten
Freie Varianten sind gleichberechtigte Realisationen eines Graphems. So gibt es im Deutschen die Möglichkeit, entweder „Telephon“ oder „Telefon“ zu schreiben. Die Wahl zwischen <ph> und <f> unterliegt keinen Regeln (etwa Groß- und Kleinschreibung), sondern kann frei gewählt werden. Auch die Allographen <a> und <ɑ> sind freie Varianten. Ihr Aussehen wird durch die Wahl der Schrift bestimmt.

### Funktionale Varianten

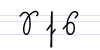
Variation des s/S in Sütterlin

Funktionale Varianten eines Graphems sind komplementär verteilt, und es gibt eine Regel, die festlegt, in welcher (ortho‑)graphischen Umgebung die eine und in welcher die andere Variante auftritt: Ein prominentes Beispiel für funktionale Varianten im Deutschen ist s, wenn es in gebrochenen Schriften verwendet wird. Es muss je nach Umgebung als langes s oder rundes s geschrieben werden: Langes s steht anlautend und inlautend, rundes s im Auslaut einer Silbe.
Ein weiteres Beispiel ist der Gebrauch von Groß- und Kleinbuchstaben (Majuskeln und Minuskeln). <A> und <a> sind in vielen Sprachen, auch im Deutschen, Varianten eines Graphems, deren Verteilung bestimmten orthographischen Regeln folgt: Majuskeln findet man z. B. im Deutschen am Satzanfang oder bei Substantiven am Wortanfang.
In einiger Literatur werden bevorzugt funktionale Varianten als Allographe betrachtet, während andere Literatur sowohl freie als auch funktionale Varianten eines Graphs als Allographe bezeichnet.

## Sprachabhängigkeit
Die Frage, durch welches Allograph bzw. welche Allographe ein bestimmtes Graphem ausgedrückt wird, ist für jede Sprache unterschiedlich: Was in der einen Sprache als allographische Variation eines Graphems gilt, kann in einer anderen Sprache ein eigenes Graphem sein (im Deutschen spielt es z. B. keine Rolle, ob ein I, i mit Punkt oder ohne realisiert wird, im Türkischen ist dieser Unterschied bedeutungsunterscheidend: İ, i neben I, ı). Im Deutschen sind ferner <N> und <n> Allographe eines Graphems, und <V> und <v> Allographe eines anderen Graphems. Im Griechischen dagegen ist <Ν> der Großbuchstabe von <ν>, d. h. <Ν> und <ν> sind Allographe eines Graphems im Griechischen.